# Alcublas
Alcublas là một đô thị ở comarca Los Serranos cộng đồng Valencia, Tây Ban Nha. Đô thị này có diện tích 43,51 km², dân số thời điểm năm 2006 là 795 người.